# Zijlstra (band)
Zijlstra is een Nederlandse band, afkomstig uit Noord-Holland. De oprichter van de band is trompettist/zanger Jeroen Zijlstra. De band heeft een repertoire van Nederlandstalige jazz en popmuziek.

## Bezetting
- Jeroen Zijlstra, (zanger, tekstschrijver, componist, trompettist)
- Pieter-Jan Cramer (pianist, toetsenist, accordeonist, achtergrondzang)
- Nout Ingen Housz (drummer, achtergrondzang)
- Jan Menu (baritonsax, tenorsax, sopraansax)

## Discografie

### Albums
| Album met eventuele hitnotering(en) in de Nederlandse Album Top 100 | Datum van verschijnen | Datum van binnenkomst | Hoogste positie | Aantal weken | Opmerkingen |
| ------------------------------------------------------------------- | --------------------- | --------------------- | --------------- | ------------ | ----------- |
| Olie en rook                                                        | 1999                  | -                     |                 |              |             |
| Tussen Den Oever en New York                                        | 2002                  | -                     |                 |              |             |
| De doorbraak                                                        | 2004                  | -                     |                 |              |             |
| Live in De Kleine Komedie                                           | 2005                  | -                     |                 |              | Livealbum   |
| Zonder liefde ben je nergens                                        | 2006                  | -                     |                 |              |             |
| Stel je voor                                                        | 2007                  | 21-04-2007            | 98              | 1            |             |
| Kalm en ruw                                                         | 2008                  | 07-02-2009            | 79              | 1            |             |
| Liefde en Dorpsgevoel                                               | 2009                  | -                     |                 |              |             |
| Samen in Zee                                                        | 2011                  | -                     |                 |              |             |
| Geen Krimp                                                          | 2014                  | -                     |                 |              |             |
| Gebed Zonder Band en Gered door de Band                             | 2016                  | -                     |                 |              | Dubbel-cd   |
| Liedjes voor tegen de Kerst                                         | 2016                  | -                     |                 |              |             |

### NPO Radio 2 Top 2000
| Nummer met noteringen in de NPO Radio 2 Top 2000 | '05 | '06 | '07 | '08 | '09 | '10 | '11 | '12  | '13  | '14  | '15  |
| ------------------------------------------------ | --- | --- | --- | --- | --- | --- | --- | ---- | ---- | ---- | ---- |
| Durgerdam slaapt                                 | 711 | 708 | 492 | 909 | 597 | 764 | 919 | 1105 | 1216 | 1425 | 1682 |

1. ↑  Een vetgedrukt getal geeft de hoogste notering aan.
2. ↑  2005 was het eerste jaar met een notering voor dit nummer.
3. ↑  Deze tabel is bijgewerkt tot en met de laatste editie (2024).